# Sistemski disk
Sistemski disk je disk, na katerem je nameščen operacijski sistem in s katerega lahko operacijski sistem tudi zaženemo. Poleg tega, da takšen disk vsebuje sistemske programe in podatke, mora biti pripravljen na poseben način, da lahko računalnik samodejno zažene sistem z njega. Disk mora imeti na dogovorjeni lokaciji posneto posebno strojno kodo (nalagalnik), ki lahko najde in naloži operacijski sistem. Nalagalnik običajno požene poseben program (BIOS ali UEFI), ki je naložen v ločeni spominski enoti računalnika in ki se ob vklopu računalnika samodejno zažene.